# Сарик (Сонора)
Са́рик (исп. Sáric) — посёлок в Мексике, штат Сонора, входит в состав одноимённого муниципалитета и является его административным центром. Численность населения, по данным переписи 2020 года, составила 706 человек.

## История
В первый раз поселение было основано в 1751 году миссионерами-иезуитами, но в 1752 года оно было разрушено индейцами пима.
Вторая попытка в 1756 году получилась более удачной, и была основана миссия под названием Санта-Гертрудис-де-Сарик, в честь святой Гертруды.